# Беккер, Юрек
Юрек Беккер (пол. и нем. Jurek Becker, урожд. Ежи Беккер, пол. Jerzy Bekker; 30 сентября 1937[…], Лодзь, Лодзинское воеводство — 14 марта 1997[…], Тумби, Шлезвиг-Гольштейн) — немецкий писатель и сценарист.

## Биография
Ежи Беккер родился в польском городе Лодзь в еврейской семье. Отец будущего писателя Мечислав Беккер (1900—1972) служил прокуристом на местной текстильной фабрике, а мать Анетта (урожденная Левин) работала швеей. Точная дата рождения Беккера не известна, и, возможно, отец указал 1937 год, чтобы сделать своего сына немного старше и тем самым уберечь его от депортации из гетто. В годы войны семья была разделена: Юрек вместе с матерью был отправлен сначала в концлагерь Равенсбрюк, а затем в Заксенхаузен; отец же оказался в Освенциме. Анетта Беккер умерла из-за последствий истощения организма в 1945 году вскоре после освобождения, а Мечислав смог пережить заключение и потом найти сына при помощи организации Джойнт.
В 1945 году Юрек со своим отцом поселился в Восточном Берлине и после окончания школы в 1955 году вступил сначала в Союз свободной немецкой молодёжи, а спустя два года в СЕПГ. В 1957 году, завершив добровольную службу в рядах народной полиции, Беккер поступил в Берлинский университет имени Гумбольдта на факультет философии, откуда был отчислен спустя три года обучения.
В 1960 году Юрек начал осваивать профессию сценариста на базе киноцентра ДЕФА в Бабельсберге. С 1962 года работал штатным сценаристом на студии. В 1968 году сценарий фильма «Якоб-лжец» был отклонен, и Беккер решил переработать его в полноценный роман. В итоге вышедшая в 1969 году книга все-таки была экранизирована. Одноимённый фильм, снятый в 1974 году, стал единственной кинолентой ГДР, которая была номинирована на премию Оскар в категории лучший фильм на иностранном языке. В 1999 году Питер Кассовиц снял по роману фильм «Якоб-лжец» с Робином Уильямсом в главной роли.
В 1972 году Беккер вступил в ПЕН-клуб, а в 1973 году стал членом президиума Союза писателей ГДР. В 1976 году Юрек открыто выступил против исключения из Союза писателей Райнера Кунце и лишения гражданства Вольфа Бирмана. В 1977 году с разрешения властей Беккер покинул страну и переселился в Западную Германию. В результате издание произведений писателя было прекращено на территории ГДР.
В ФРГ Беккер продолжил свою литературную деятельность, преподавал в различных университетах (Эссенский, Аугсбургский и Франкфуртский) и участвовал в написании сценариев для телесериалов, в том числе для нескольких сезонов «Либлинг Кройцберг» (нем. Liebling Kreuzberg), за работу над которым совместно со своим другом Манфредом Кругом был дважды удостоен премии «Grimme-Preis».

## Награды
- 1971 — Премия Генриха Манна
- 1974 — Литературная премия Бремена
- 1975 — Национальная премия ГДР
- 1982/83 — Премия писателей Бергена
- 1987, 1988 — Grimme-Preis
- 1988 — «Telestar»
- 1988 — «Goldener Gong»
- 1990 — Баварская телевизионная премия
- 1990 — Премия Ганса Фаллады
- 1991 — Deutscher Filmpreis
- 1992 — Орден «За заслуги перед Федеративной Республикой Германия»